# Dinastia Bragança
|  | No s'ha de confondre amb Bragança o Districte de Bragança. |

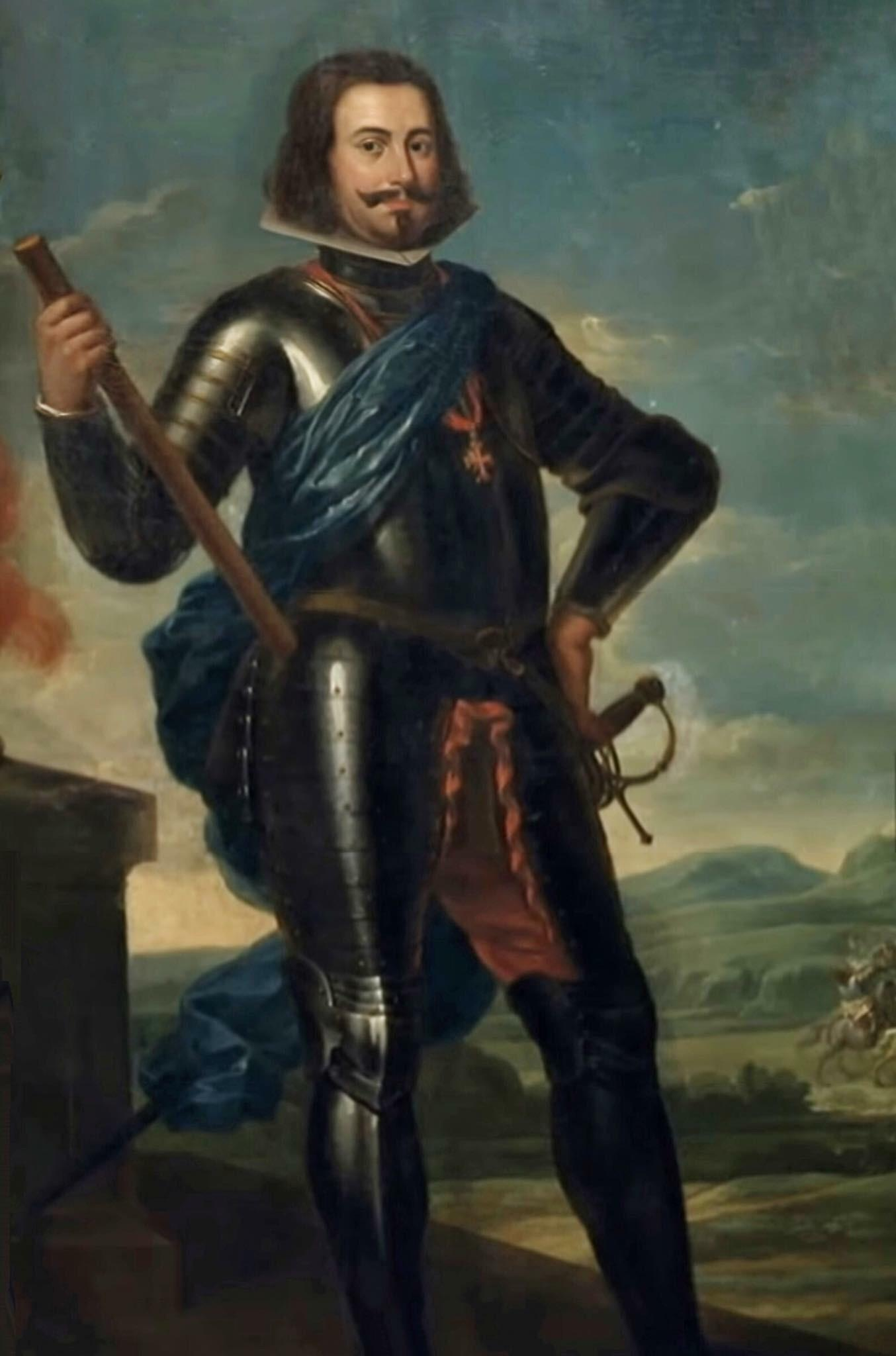
Joan IV de Portugal, iniciador de la dinastia reial de la Casa Bragança

Es dona el nom de Dinastia Bragança al casal de reis que van governar el Regne de Portugal des de 1640 fins a l'any 1853 i el Regne del Brasil des de 1822 a 1889.

## Història
La Dinastia Bragança és una línia col·lateral a la Dinastia Avís, que va regnar a Portugal des de 1385 fins a l'ocupació de la Dinastia Habsburg el 1580. L'origen remot al qual dona el nom la dinastia fou Alfons de Bragança, fill il·legítim del rei Joan I de Portugal, al qual se li concedí el títol de duc de Bragança el 1442.
La Dinastia Bragança va esdevenir molt rica i influent durant el segle xvi. Portugal patí la dominació castellana des del 1580, quan el rei Felip II de Castella ocupà el tron. El 1640, el duc Joan II de Bragança inicià una rebel·lió interna que provocà el seu nomenament com a rei de Portugal, i que comportà la independència de Portugal.
Els fills de Joan IV van restaurar i augmentar part de l'Imperi colonial portuguès, el qual, durant l'ocupació castellana fou perdut davant les noves potències emergents, Anglaterra i els Països Baixos.
La dinastia Bragança finà a Portugal el 1853 amb la mort de la reina Maria II de Portugal. El seu casament amb Ferran de Saxònia-Coburg Gotha comportà el canvi de dinastia, iniciant així la Dinastia Saxònia-Coburg-Gotha.
A Brasil la dinastia s'inicià el 1822 amb l'entronització de Pere I del Brasil com a emperador, i que posteriorment fou rei de Portugal amb el nom de Pere IV de Portugal, i finà amb el seu fill Pere II del Brasil el 1889, any en què es donà pas a la República.

## Llista de monarques portuguesos
- 1640-1656: Joan IV el Restaurador, descendent de Joan I de Portugal

regència 1656-1662: Lluïsa de Guzmán, esposa de l'anterior
regència 1667-1683: Pere de Portugal, fill de l'anterior i futur rei
- 1656-1683: Alfons VI el Victoriòs, fill de Joan IV de Portugal
- 1683-1706: Pere II el Pacífic, germà de l'anterior
- 1707-1750: Joan V el Magnànim, fill de l'anterior
- 1750-1777: Josep I el Reformador, fill de l'anterior

regència 1774-1777: Maria Anna Victòria de Borbó, esposa de l'anterior
- 1777-1816: Maria I la Pietosa, filla de l'anterior
- 1777-1786: Pere III, espòs de l'anterior i fill de Joan V de Portugal
- 1816-1826: Joan VI el Clement, fill de l'anterior
- 1826: Pere IV el Rei Soldat, emperador del Brasil i fill de l'anterior, abdicà en favor de la seva filla

regència 1826: Isabel Maria de Bragança, filla de Joan VI de Portugal
- 1826-1828: Maria II l'Educadora, filla de l'anterior, primer període
- 1828-1834: Miquel I l'Usurpador, fill de Joan VI de Portugal i oncle de l'anterior, a la qual li usurpà el tron
- 1834-1853: Maria II l'Educadora, segon període
- 1837-1853: Ferran II el Rei Artista, marit de l'anterior
- 1853-1861: Pere V, fill dels anteriors
- 1861-1889: Lluís I el Popular, germà de l'anterior
- 1889-1908: Carles I el Màrtir, fill de l'anterior
- 1908-1910: Manuel II el Patriota, fill de l'anterior

## Llista de monarques brasilers
- 1822-1831: Pere I del Brasil, fill de Joan VI de Portugal, i rei de Portugal durant mesos l'any 1826
- 1831-1889: Pere II del Brasil, fill de l'anterior

 el 1889 serà proclamada la República del Brasil
Pretendents del tron brasiler
1889: Isabel I, filla petita de l'anterior, Princesa Imperial i Regent del Regne

## Pos-monarchia
- Maria Pia de Saxònia-Coburg Gotha Bragança
- Duarte Nuno de Bragança
- Duarte Pio de Bragança